# McDonald's
McDonald's Corporation és una cadena multinacional de locals de venda de menjar ràpid amb seu als Estats Units, fundada el 1940 com a restaurant per Richard i Maurice McDonald a San Bernardino, Califòrnia. Van rebatejar el seu negoci com a parada d'hamburgueses i més tard van convertir l'empresa en una franquícia, amb el logotip de dos arcs daurats va entrar el 1953 a Phoenix, Arizona. El 1955, Ray Kroc (1902–1984), un home de negocis, es va incorporar a l'empresa com a agent de franquícia i va procedir a comprar la cadena als germans McDonald. McDonald's tenia la seva seu anterior a Oak Brook, Illinois, però va traslladar la seva seu global a Chicago el juny de 2018.
McDonald's és la cadena de restaurants més gran del món per ingressos, i dona servei a més de 69 milions de clients diaris en més de 100 països en 37.855 establiments amb dades del 2018. La marca és coneguda especialment per les hamburgueses de vedella, patates fregides, però també disposen de productes de pollastre, menús per a l'esmorzar (burritos i ous), begudes ensucrades, postres, amanides i fruita. L'empresa ha rebut una reacció negativa a causa de la insalubritat dels seus aliments. Els ingressos de McDonald's Corporation provenen del lloguer, els drets d'autor i les tarifes que paguen els franquiciats, així com les vendes als restaurants gestionats per l'empresa. Segons dos informes publicats el 2018, McDonald's és la segona empresa privada més gran del món amb 1,7 milions d'empleats (després de Walmart amb 2,3 milions d'empleats). El 2020 McDonald's era la novena marca amb una valoració global més elevada.

## Història

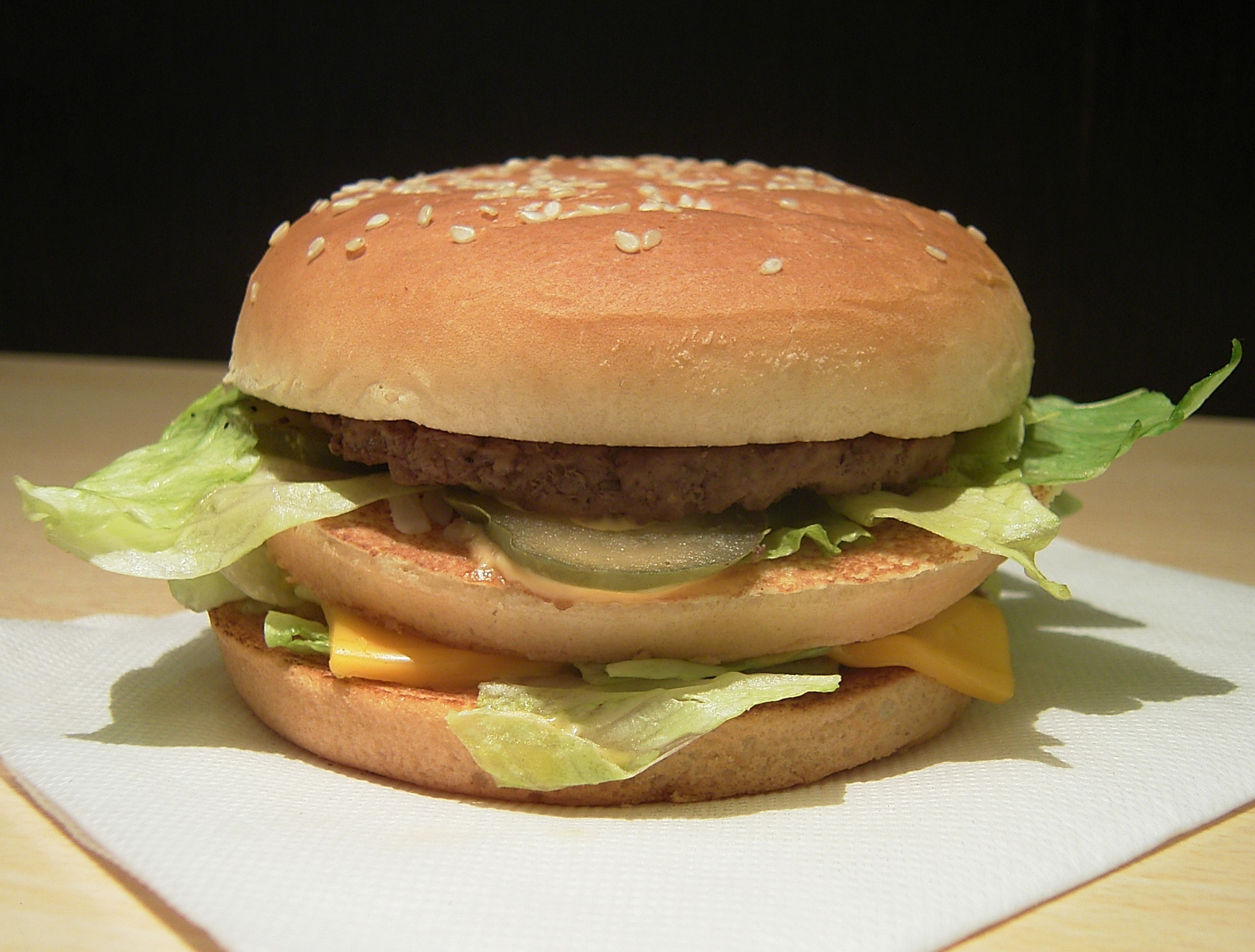
Big Mac

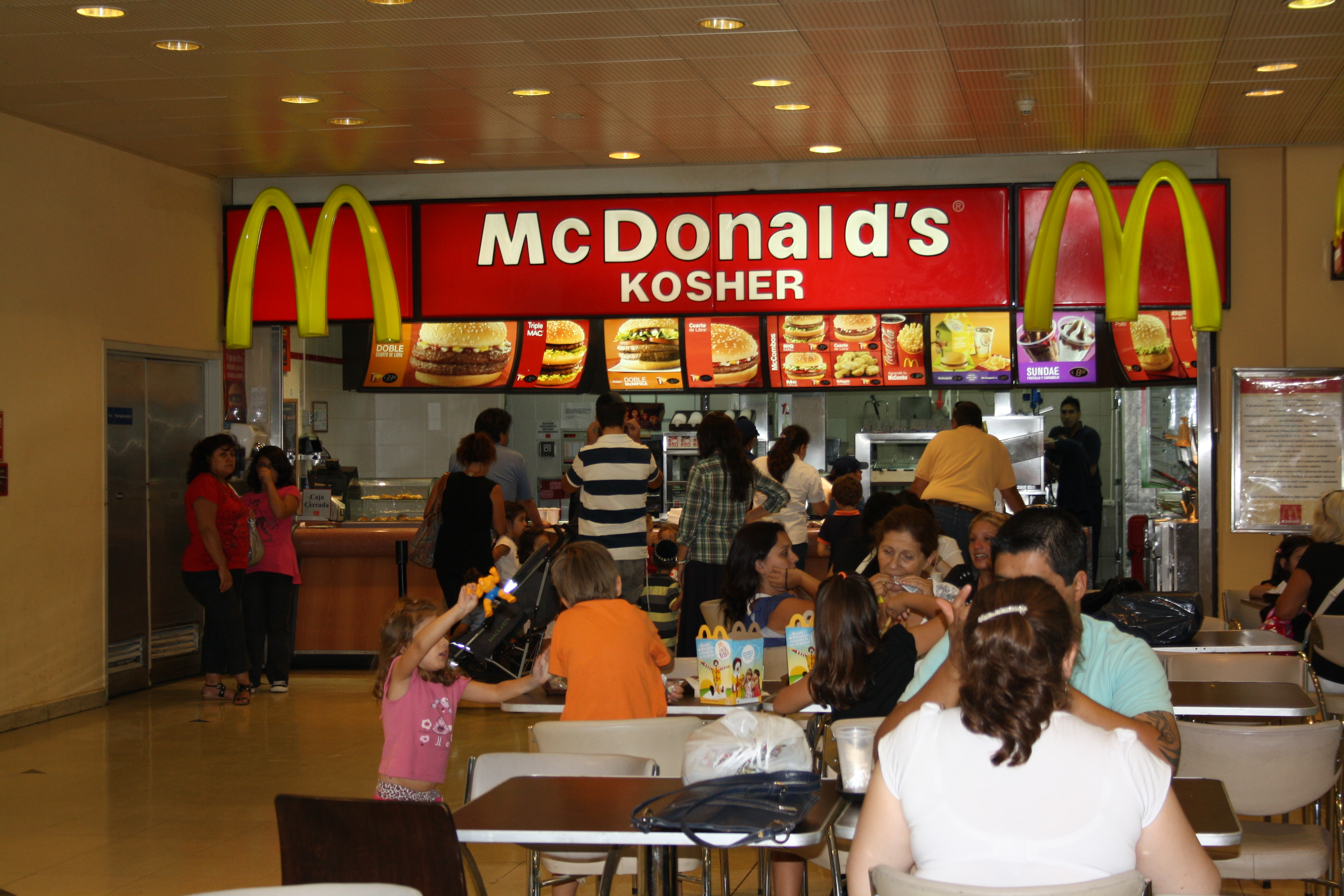
McDonald's kosher a Buenos Aires (Argentina)

L'empresa la van iniciar el 15 de maig de 1940 Richard i Maurice McDonald obrint el McDonald's Famous Barbecue a la Ruta 66 a San Bernardino, Califòrnia, amb un menú basat en la carn a la barbacoa, que era el menjar per excel·lència a la carretera dels Estats Units a l'època, però donava pocs beneficis pel servei lent dels carhops i les pèrdues operatives per plats, safates i coberts desapareguts o trencats, i el 1948 van tancar el restaurant tres mesos per crear i implementar un sistema de producció en sèrie de menjar, reobrint l'establiment com McDonald's Famous Hamburgers i venent només hamburgueses, batuts i patates fregides en autoservei amb plats de cartró i embolcalls de paper per servir a treballadors i famílies que buscaven una menjar ràpid i barat. El model de negoci es basava en el volum, convertint-se en un èxit rotund.
Ray Kroc, comercial de batedores per a batuts, sorprès per una comanda de vuit unitats, va decidir visitar als germans McDonald en 1954 de la marca, i es va convertir en comercial de la marca, aconseguint que en 1955 obrís la primera franquícia, en 1959 ja hi havia 100 restaurants, en 1961 Kroc va comprar la companyia per 2,7 milions de dòlars, i en 1963 es va obrir el 500è establiment de la marca. Al llarg dels anys s'ha anat estenent fins a ser una de les cadenes de locals de venda d'entrepans amb més presència al món, i s'ha convertit en un símbol dels Estats Units, el fast food, el capitalisme i la globalització. Des de 2008 la seu de la companyia està a Chicago, on es va traslladar des de Oak Brook, Illinois.
Aquesta presència global va induir la publicació britànica The Economist a elaborar l'índex Big Mac, que consisteix a comparar el preu d'un dels seus entrepans d'hamburguesa, la Big Mac, a tots els països on el venen i així establir un paràmetre comú dels costos de vida en cada país i saber si les monedes estan sobrevalorades respecte del dòlar dels Estats Units.

## Els símbols de la companyia
L'arquitecte Stanley Clark Meston va dissenyar els dobles arcs, creats pel fabricant de lletres George Dexter, que van ser instal·lats per primer cop el 1953 amb la primera franquícia de McDonald's a Phoenix, Arizona, que va franquiciar l'executiu Neil Fox, de la petroliera Occidental Petrolerum. Inicialment eren dos arcs, un a cada banda del restaurant, i es van transformar en un doble arc, que fou perfeccionat en 1968 i revisat en 2003.
La seva mascota, el pallasso Ronald McDonald es va convertir en la mascota de la companyia en 1963.
El Happy Meal, un menú infantil una caixa personalitzada, amb aliments més reduïts i una joguina de regal fou llançat a la venda general el 1979, desenvolupat per Bob Bernstein perquè els nens no consumien els seus productes perquè les porcions eren massa grans per a ells. El 1977, el menú es va posar a la venda a Kansas City al preu d'un dòlar, i en 1979 es va estendre a tot Estats Units. El primer Happy Meal incloïa hamburguesa, beguda, patates i galetes petites, i a més permetia triar un regal entre els següents: uns llapis, un llibre de passatemps, esborranys amb els personatges de McDonalds i una cartera.

## Crítiques
McDonald's ha estat criticat per nombrosos aspectes del seu negoci, inclosos els efectes sobre la salut dels seus productes, el tractament dels empleats i altres pràctiques comercials. A finals de la dècada de 1980, Phil Sokolof, un empresari milionari que havia patit un atac de cor als 43 anys, va publicar anuncis de diaris de pàgina sencera a Nova York, Chicago i altres grans ciutats acusant el menú de McDonald's de ser una amenaça per a la salut nord-americana i demanant-los que deixin d'utilitzar sèu de vedella per cuinar les patates fregides.
L'any 1990, activistes d'un petit grup conegut com London Greenpeace (sense connexió amb el grup internacional Greenpeace) van distribuir fullets titulats Què passa amb McDonald's? , criticant el seu historial mediambiental, sanitari i laboral. La corporació va escriure al grup exigint que desistissin i demanessin disculpes i, quan dos dels activistes es van negar a fer marxa enrere, els va demandar per difamació que va conduir al " cas McLibel ", un dels casos més llargs del dret civil anglès. A diversos països s'ha projectat un documental del judici McLibel.
L'any 2001, el llibre d'Eric Schlosser Fast Food Nation va incloure crítiques a les pràctiques comercials de McDonald's, especialment pel que fa a l'ús de la influència política i als anuncis dirigits als nens. El 2002, grups vegetarians, principalment hindús i budistes, van demandar amb èxit a McDonald's per tergiversar les seves patates fregides com a vegetarianes, quan contenien brou de vedella.
S'han afegit termes crítics com " McJob " i " McMansion " als diccionaris.
La pel·lícula documental de Morgan Spurlock de 2004 , Super Size Me, exposa que el menjar de McDonald's contribueix a l'augment de l'obesitat a la societat i que la companyia no proporciona informació nutricional sobre els seus aliments als seus clients. Sis setmanes després de l'estrena de la pel·lícula, McDonald's va anunciar que eliminava l'opció de mida súper i que creava el Happy Meal per a adults.
Litterstudies ha descobert que McDonald's és una de les marques que produeix més escombraries a tot el món. El 2012, un estudi de Keep Australia Beautiful va trobar que McDonald's era la marca que generava més brossa de Queensland.
En resposta a la pressió pública, McDonald's ha intentat incloure opcions més saludables al seu menú, anunciant el maig de 2008 que, als Estats Units i al Canadà, passava a utilitzar oli de cuina sense greixos trans per a les seves patates fregides i oli a base de colza amb olis de blat de moro i soja, per als seus articles de forn, pastissos i galetes L'empresa va introduir un nou eslògan als seus cartells de contractació: "No està malament per a un McJob ".
Des que McDonald's va començar a rebre crítiques per les seves pràctiques mediambientals a la dècada de 1970, ha reduït significativament l'ús de diversos materials.
Enmig de la guerra de Gaza, mentre el bloqueig israelià restringia els subministraments a Gaza, McDonald's a Israel va enfrontar-se a ser condemnada per oferir àpats gratuïts a les Forces de Defensa d'Israel, mentre eren acusades de participar en crims de guerra contra els palestins. L'etiqueta #BoycottMcDonalds va guanyar força mundial a les xarxes socials. També hi va haver una gran concentració fora de restaurants al Líban i Egipte per protestar contra aquesta mesura. McDonald's d'altres països, com Turquia i Pakistan, es va distanciar de la marca israeliana.
El gener de 2024, el CEO de McDonald's, Chris Kempczinski, va reconèixer la protesta pública, afirmant: "Diversos mercats de l'Orient Mitjà i alguns de fora de la regió estan experimentant un impacte comercial significatiu a causa de la guerra i la desinformació associada que està afectant a marques com McDonald's". Com a resultat del boicot, McDonald's va comprar els 225 restaurants israelians de la franquícia.